# Arboreto de Glen Rock
Los Arboreto de Glen Rock (en inglés: Glen Rock Arboretum) es un  arboreto y jardín botánico de 11 acres (4.45 hectáreas), que se encuentra en Glen Rock, NJ 07452, Nueva Jersey. 

## Localización
El arboreto se encuentra junto a la piscina y complejo deportivo de Glen Rock, que a su vez, está al lado del centro de reciclaje municipal.
Glen Rock Arboretum Doremus Avenue, Glen Rock, Bergen county, New Jersey NJ 07452,  United States of America-Estados Unidos de América
Planos y vistas satelitales.40°58′4.0794″N 74°7′54.4794″O / 40.967799833, -74.131799833
- Promedio anual de lluvias: 1363 mm.
- Altitud: 100 m s. n. m.

El arboreto está abierto todo el día desde el alba al ocaso. La entrada es libre.

## Historia
La ciudad compró la tierra en Doremus Avenida el 26 de agosto de 1954 a su propietario el  Dr. Fred W. Morris, que era un aficionado especialista en árboles. 
El área fue declarada un parque municipal en 1959 y debido a la gran variedad de especies de árboles, fue dedicado el 19 de mayo de 1963 como "Glen Rock Arboretum".
La organización sin ánimo de lucro "Friends of the Glen Rock Arboretum, Inc.", es una organización de voluntarios dedicada a la preservación, el mantenimiento y el desarrollo del arboreto.

## Colecciones
En este jardín botánico alberga un bosque húmedo con colecciones de:
- Plantas perennes,
- Plantas de sombra, con masas de helechos y las plantas silvestres del sotobosque.
- Azaleas
- Colecciones de plantas de porte herbáceo,
- Prados,
- Alameda del cornejo Kousa (Cornus kousa).
- Hay un estanque de agua de manantial con fuente y aireadores que se almacena anualmente con peces.
- Hay un antiguo Gazebo que se ve reforzado con adoquines de ladrillo grabado y cuatro pequeños jardines, un sitio popular para celebraciones especiales.

Además de las áreas formales, hay senderos que serpentean a través de los campos y a lo largo del arroyo "Diamond Brook". 
También se pueden observar una gran variedad de especies animales, de aves, mariposas e insectos. 
Muchos adultos y niños tanto de preescolar hasta la escuela secundaria, visitan el Arboreto a largo de todo el año para estudiar diversos aspectos de la horticultura.